# Coleophora wilkinsoni
Coleophora wilkinsoni é uma espécie de mariposa do gênero Coleophora pertencente à família Coleophoridae.